# ورمهلیت
ورمهلیت (به لاتین: Varmahlíð) یک زیستگاه انسانی در ایسلند است که در  Norðvesturkjördæmi  واقع شده‌است.

## خصوصیات
ورمهلیت ۱۳۷ نفر جمعیت دارد.